# コルドバ大学 (スペイン)
コルドバ大学（Universidad  de Córdoba、UCO）は、スペイン・アンダルシア州コルドバ県コルドバに本部を置く公立大学。1972年に設立された。

## 歴史

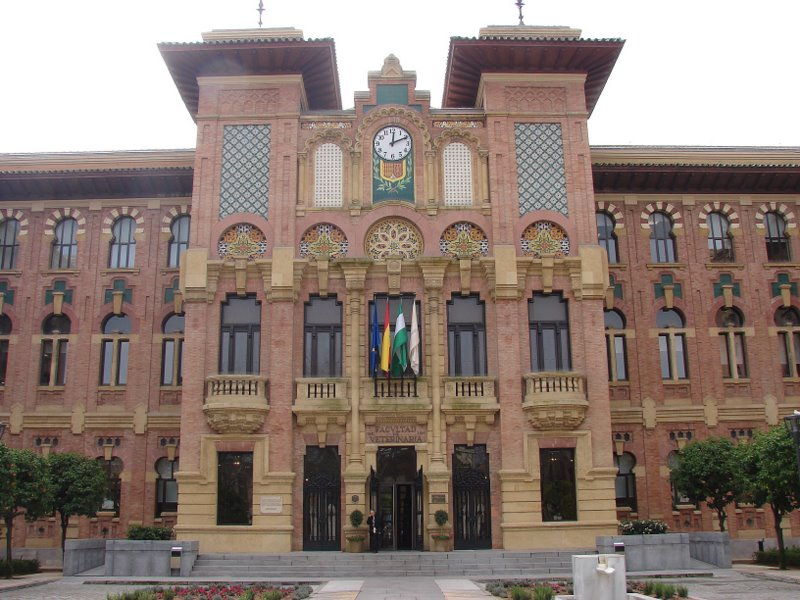
本部棟

1870年から1878年まで存在したコルドバ自由大学が前身である。1972年にコルドバ大学が設立された。

## キャンパスと学部

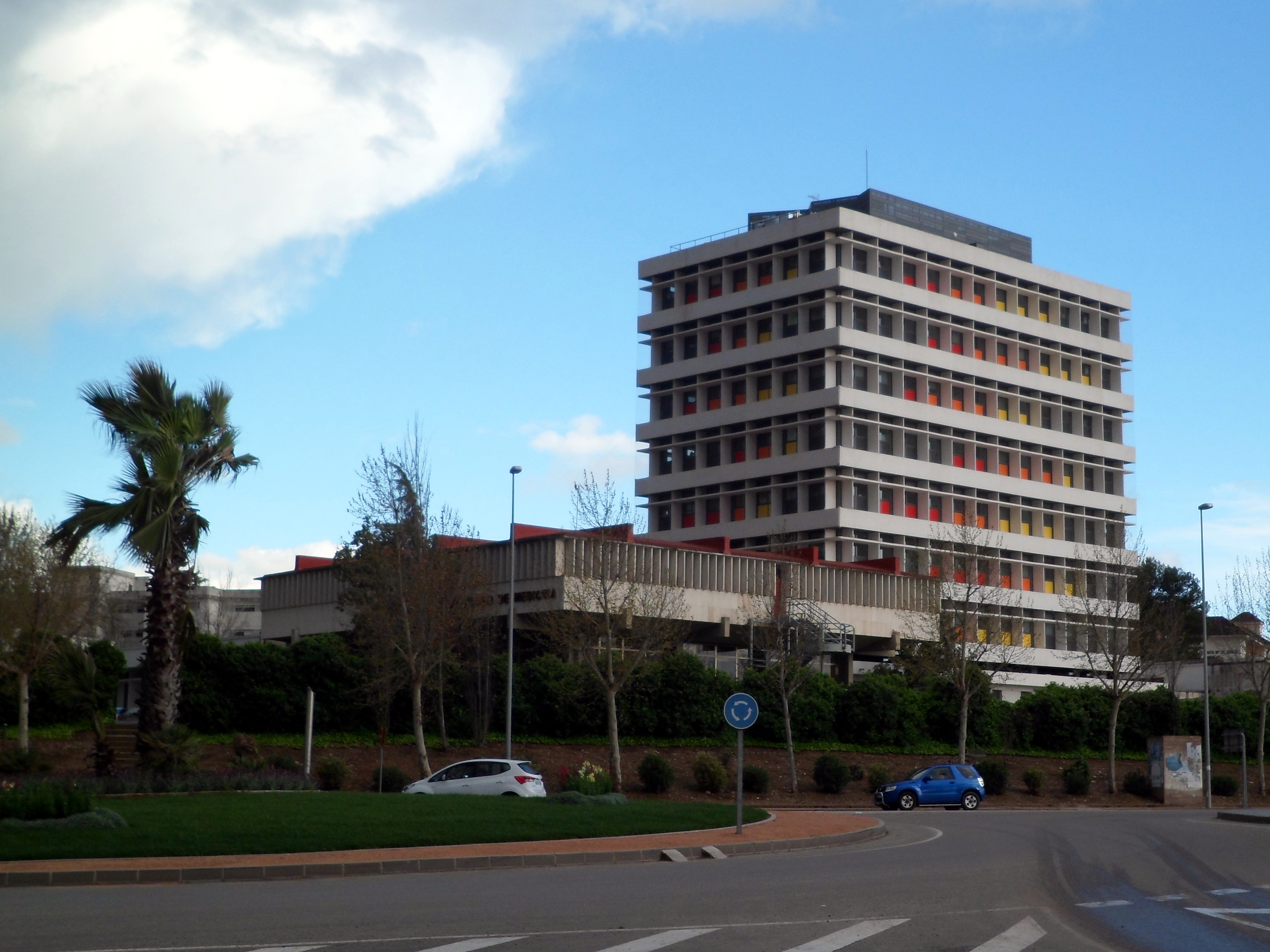
医学部

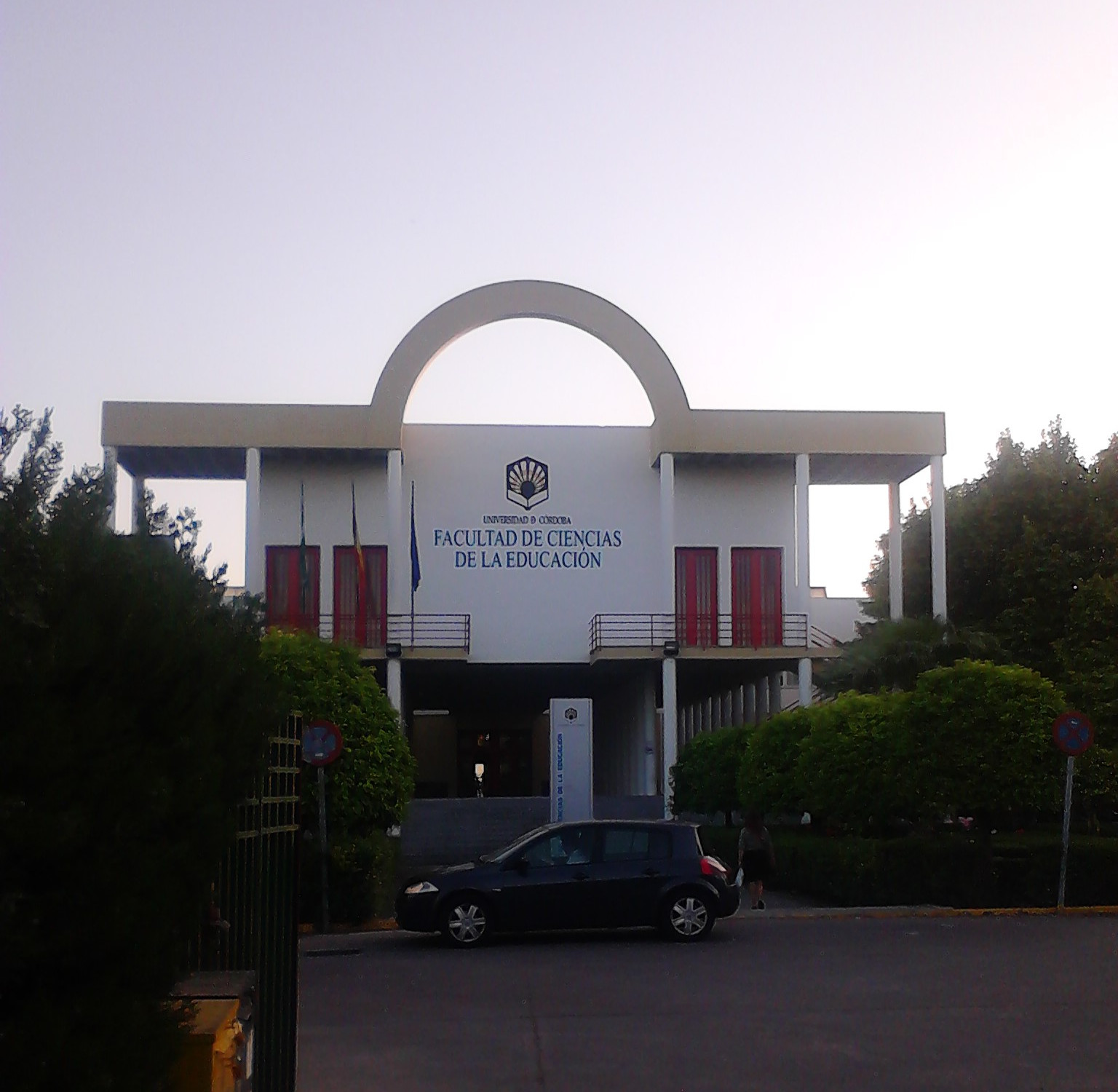
教育科学部

コルドバ大学は4キャンパスを有する。ラバナレス・キャンパス、メネンデス・ピダル・キャンパス、セントロ・キャンパスはコルドバ市内にあり、ベルメス・キャンパスはコルドバの北10㎞にあるベルメスの自治体域にある。特に自然科学分野に秀でており、理学・生物学・環境科学・農学・森林工学などの学位を提供している。医学や看護学の学位も提供しており、附属機関としてレイナ・ソフィア大学病院がある。歴史学・美術史学・教育科学・哲学・人文学など、人文科学の分野の学位も提供している。
- ラバナレス・キャンパス
  - 獣医学部
  - 農業・森林工学高等専門学校
  - 理学部
  - ラバナレス高等専門学校
- メネンデス・ピダル・キャンパス
  - 医学部
  - 看護学部
- セントロ・キャンパス
  - 法学・経営学・経済学部
  - 労働科学部
  - 哲学・人学部
  - 教育科学部
- ベルメス・キャンパス
  - ベルメス高等専門学校

## 関連人物

### 出身者
- カルメン・カルボ - 憲法学の博士号を取得。
- ゴンサロ・オルティス・ディエス＝トルトサ - 外交官。

### 教員
- カルメン・カルボ - 法学部副学部長。